# معركة كييف (1943)
معركة كييف الثانية كانت جزءاً من هجوم سوفييتي واسع في أوكرانيا المعروفة باسم معركة دنيبر وشملت ثلاث عمليات إستراتيجية من قبل الجيش الأحمر السوفييتي، بمقابل عملية مضادة واحدة من قبل الجيش الألماني الذي وقع بين 3 أكتوبر و22 ديسمبر 1943.
في أعقاب معركة كورسك، أطلق الجيش الأحمر عملية بيلغورود-خاركوف الهجومية، دافعاً مجموعة الجيوش الجنوبية الألمانية بقيادة إريش فون مانشتاين إلى التراجع نحو نهر الدنيبر. وقد أمرت القيادة العليا السوفييتية المعروفة باسم ستافكا، كلاًّ من الجبهة الوسطى وجبهة فورونزيه بعبور نهر الدنيبر. وعندما فشل العبور في أكتوبر، تم تسليم الجهد إلى الجبهة الأوكرانية الأولى، مع بعض الدعم من الجبهة الأوكرانية الثانية. تمكنت الجبهة الأوكرانية الأولى، بقيادة نيكولاي فاتوتين، من تأمين رؤوس جسر شمال وجنوب مدينة كييف.